# (38468) 1999 TD34
1999 TD34 (asteroide 38468) é um asteroide da cintura principal. Possui uma excentricidade de 0.21146230 e uma inclinação de 13.57638º.
Este asteroide foi descoberto no dia 5 de outubro de 1999 por LINEAR em Socorro, Novo México.